# Мехмед Рефет паша Байтар
Мехмед Рефет паша Байтар (на турски: Mehmed Refet Paşa, Baytar) е османски офицер и чиновник.

## Биография
От юли 1868 до август 1870 година е главнокомандващ на Пета армия, а от септември 1874 до юни 1875 година – главнокомандващ на Трета армия. От януари до юни 1875 година е и валия на Битолския вилает.
Валия е в Солун от декември 1875 до юни 1876 г. Свален е заради убийството от турска тълпа на германския консул Хенри Абът и на френския Жул Мулен, опитали се да се намесят в отвличането на българката Стефана.
Умира през 1884 година.